# Ana Celjska
Ana Celjska, kraljica Poljske in velika kneginja Litve, * 1386, † 21. maj 1416, Krakov, Poljska.
Med letoma 1402 in 1416 je bila druga žena kralja Poljske in Litve Vladislava Jagiele (vladal 1387–1434).
Ana Celjska je bila edina hči Viljema (1361–1392), grofa Celjskega in Ane Poljske (1366–1425), najmlajše preživele hčerke zadnjega poljskega kralja iz rodbine Pjastov Kazimirja III. Velikega (1309–1370) in Jadvige Żaganske. 
Od leta 1394 po ponovni poroki svoje matere in njenega odhoda v Teck, je ostala v Celju pod skrbništvom grofa Hermana II. Celjskega. Ko je prva žena Vladislava Jagiele, vladajoča kraljica Jadwiga Poljska, leta 1399 umrla brez živečih potomcev, je pred smrtjo izrazila željo, da bi Ana postala njena naslednica na poljsko-litvanskem prestolu. Tudi Vladislav je iskal ženo med dediči kraljevine Poljske. Poroka je imela politični značaj. Poroko Jagiele z vnukinjo Kazimirja Velikega je podpiralo plemstvo Malopoljske, med drugim krakovski škof Piotr Wysz in Jan Tęczyński. Prav tako je Anina mati, Ana Poljska, celjska grofica, poskušala dobiti vpliv na Poljskem, predvsem da bi izboljšala položaj svoje hčerke in vnukinje. Pri tem se je opirala na pomoč grofov Celjskih, Aninih sorodnikov po očetovi strani. Zvezo sta poskušala preprečiti veliki mojster Tevtonskega reda Ulrich von Jungingen ter bivši zaročenec Jadwige Viljem Habsburški. Po teh sporih je Ana prišla v Krakov 16. junija 1401 v spremstvu celjskih grofov. 4. novembra 1401 je bila podpisana ženitna pogodba v Bieczu. 29. januarja 1402 je komaj 16-letna Ana Celjska postala žena Wladislava Jagiele, ki je bil takrat star okoli 50 let. Njeno kronanje je potekalo leto kasneje – 25. februarja 1403 v Vavelski stolnici v Krakovu.  
V letih 1408 in 1411 je bila s strani kraljevih svetnikov obtožena številnih ljubezenskih zvez, med drugim z nadškofom Gniezna in primasom Poljske Mikolajem Kurowskim. 
Ana je kralju rodila le enega preživelega otroka, hčerko princeso Jadwigo Litvansko (rojena 1408). Umrla je 21. maja 1416, ko je imela komaj 30 let. Pokopana je v Vevelski katedrali v Krakovu.
Jagiela se je potem poročil leta 1417 z Elizabeto iz Pilice in leta 1422 z Zofijo Halshany, ki pa nista izvirali iz rodu poljskih kraljev Piastov, saj ni mogel več najti potomke kraljevske družine iz rodu Piastov, ki bi imela dedno pravico do poljskega prestola. Jagielini sinovi in nasledniki so se rodili šele v zakonu z Zofijo.
Poljsko plemstvo je želelo, da princesa Jadwiga in njen bodoči mož nasledita Jagielo (vsaj na Poljskem) namesto njegovih sinov z Zofijo.
Leta 1425 je Anina mati, celjska grofica Ana, umrla brez potomstva, kot tudi Anina hči Jadwiga leta 1431. Tako je piastovska rodbina izumrla še pred Jagielovo smrtjo.

## Vir
- Duczmal, Małgorzata (2012). Jogailaičiai (v litovščini). Prevod: Birutė Mikalonienė; Vyturys Jarutis. Vilnius: Mokslo ir enciklopedijų leidybos centras. ISBN 978-5-420-01703-6.

| Ana Celjska Celjski grofjeRojen: 1386 Umrl: 21. maj 1416 |                                 |                                                       |
| Nazivi za člane kraljevske družine                       |                                 |                                                       |
| NezasedenoZadnji nosilec nazivaElizabeta Bosanska        | Kraljica žena Poljske 1402–1416 | NezasedenoNaslednji nosilec nazivaElizabeta Granovska |